# Spoorbrug bij Lieze
De spoorbrug bij Lieze is een spoorbrug over het Albertkanaal nabij Lieze in de Belgische gemeente Wezet en onderdeel van spoorlijn 24 (Tongeren-Aachen West).
De huidige brug, met in totaal vier overspanningen, werd in 1983 in gebruik genomen bij de verbreding van het kanaal. Deze verving de brug van 1916 die bij de aanleg van de Montzenroute gerealiseerd werd. Direct ten oosten sluit de brug aan op de Pont des Allemands over de Maas.
De cementfabriek op de westelijke oever heeft op zeer korte afstand van de spoorbrug een aparte tuibrug gerealiseerd voor buizentransport.